# Distrito de Emirgazi
Emirgazi es un municipio y distrito de la provincia de Konya, Turquía.
Su superficie es de 798 km2, y su población es de 7,724 (2022).Su elevación aproximada es de 1078m.